# Калманович, Шабтай Генрихович
Шабта́й Ге́нрихович Калмано́вич (лит. Šabtajus Kalmanovičius; 18 декабря 1947, Каунас — 2 ноября 2009, Москва) — израильский и российский предприниматель, генеральный менеджер женской сборной России по баскетболу, владелец женского баскетбольного клуба «Спартак» (Московская область), генеральный директор ОАО «Тишинка» (с 1994 года), владелец Дорогомиловского рынка, организатор российских гастролей звёзд мировой эстрады.

## Биография
Несколько поколений предков Ш. Г. Калмановича жили в маленьком городке Рамигала под Паневежисом (Литва). Дед был владельцем продовольственного магазина и председателем городской еврейской общины. Отец — заместитель директора завода резиновых изделий, а мать — главный бухгалтер мясокомбината. В их семье основным языком был идиш.
В 1965 году окончил среднюю школу и поступил в Каунасский политехнический институт. В 1971 году получил диплом инженера по автоматизации химического производства. После окончания института Калманович год прослужил в рядах Советской армии. По его словам, после института прошёл разведшколу КГБ; это же подтверждал писатель Йоси Мельман, который утверждал, что от своего куратора в ГДР Калманович получал премии в размере 500 долларов за выполненные задачи.
В 1971 году вместе с семьёй переехал в Израиль, где учился в Еврейском университете в Иерусалиме и начал заниматься предпринимательством. Работал в Ботсване, Сьерра-Леоне и других странах[каких?]. Благодаря путешествиям по миру и ряду новых знакомых Калманович стремительно разбогател. Также он был помощником скандально известного бизнесмена Шмуэля Флатто-Шарона. В целом, по словам Йоси Мельмана, Калманович был «харизматичным аферистом и донжуаном».
По словам всё того же Мельмана, изначально кураторы Калмановича предполагали, что он сможет проникнуть в высшие эшелоны власти и получать информацию о деятельности руководства организации «Натив» и премьера Голды Меир. На деле же потолком политической карьеры Калмановича стала должность парламентского помощника Игаля Гуревича, депутата Кнессета. Вскоре разведывательной деятельности Калмановича пришёл конец: его задержали в Лондоне по обвинению в выдаче фальшивых чеков на многомиллионную сумму. Его экстрадировали в США, а затем он вернулся в Израиль, где и был арестован по обвинению в шпионаже.
В 1987 году был приговорён израильским судом к 9 годам заключения за шпионаж в пользу СССР; просидел 5,5 лет в израильской тюрьме. В 1993 году был помилован и освобождён. Ходатайства о его освобождении направляли Горбачёв, Янаев, Пуго, Руцкой и другие государственные деятели, а также многие мастера культуры. По свидетельствам некоторых бывших кадровых сотрудников ГРУ Генштаба ВС СССР, штатным агентом спецслужб СССР Калманович не являлся, но «был интересным „осведомителем“, хотя наши люди с ним работали так, что он и не догадывался об этом».
Имел фармацевтическую компанию, одну из крупнейших в России. Являлся гражданином трёх государств: (Литва, Россия и Израиль), говорил на более чем десяти языках (идиш, литовский, русский, польский, немецкий, английский, иврит, арабский и другие).
За успехи самой именитой литовской баскетбольной команды «Жальгирис», владельцем которой был Калманович, и в которую он, по его словам, в 1996—1999 годах вложил 6,5 миллиона долларов за 3,5 года, президент Литвы наградил его орденом Великого князя Литовского Гядиминаса.
Калманович утверждал, что он получил также титул барона, и предпочитал, чтобы его называли Шабтай фон Калманович.
В начале 2000-х был генеральным менеджером женского баскетбольного клуба Уральской горно-металлургической компании (УГМК, Екатеринбург).
В феврале 2000-го сопровождал Анатолия Собчака в его последней поездке в г. Светлогорск. Калманович был первым, кто обнаружил тело Собчака в номере гостиницы «Русь».
В последние годы Калманович владел женской баскетбольной командой «Спартак» из города Видное, на которую ежегодно тратил по 7 миллионов долларов, и был генеральным менеджером женской баскетбольной сборной России.
Являлся советником губернатора Московской области Бориса Громова.

### Убийство
2 ноября 2009 года был убит в центре Москвы: убийцы выпустили несколько очередей из автоматического оружия по «Мерседесу» Калмановича; от полученных ранений бизнесмен скончался на месте. Следствие считает его убийство заказным. В 2011 году следствие по делу было приостановлено, при этом, как сообщается, «не удалось обнаружить ни исполнителей, ни заказчиков, ни организаторов преступления». В 2019 году было объявлено о раскрытии убийства, когда Следственный комитет вышел в суд с ходатайством об аресте двух подозреваемых — Белхороева и Костоева. В 2021 году СК РФ заявил о завершении расследования дела о заказном убийстве, уголовное дело заказчиков было выделено в отдельное производство. В июле 2022 года суд присяжных признал виновными в убийстве Багаудина Костоева, Али Белхороева и Батыра Тумгоева (непосредственным убийцей признан Костоев).
5 ноября Калманович был похоронен на 1-м участке кладбища «Сгула» в Петах-Тикве (Израиль).

### Семья
- В 1975 году в Израиле Калманович женился на враче-гинекологе Татьяне Ярославской из Ленинграда.
  - Дочь Лиат (1977 г. рожд.)[6][20][21]
- Вторая жена — Анастасия Калманович.
  - Дочь Даниэлла, жила с отцом после развода.
- Третья жена — Анна Архипова, член сборной России по баскетболу.
  - В 2005 году родились сыновья-двойняшки Александр и Григорий.

Родители Калмановича похоронены в Израиле.

## Награды
- Офицер ордена Великого князя Литовского Гядиминаса (Литва, 27 апреля 1999 года)[10]
- Знак отличия «За заслуги перед Московской областью» (Московская область, 13 апреля 2009 года)[22]